# Телятников, Матвей Маркович
Матве́й Ма́ркович Теля́тников (род. 18 мая 1961) — российский тренер по лёгкой атлетике. Занимается тренерской деятельностью с 1995 года, личный тренер ряда титулованных российских легкоатлетов, в том числе А. Капачинской, Е. Соболевой, С. Черкасовой, Л. Лободина и др. Заслуженный тренер России (2000).

## Биография
Матвей Телятников родился 18 мая 1961 года.
В 1983 году окончил Московский автомобильно-дорожный институт, по профессии — инженер.
Начиная с 1995 года работал тренером по лёгкой атлетике в спортивных государственных организациях: ГБУ РМ «КСШОР», ГАУ СО «ЦСП», ГБУ «ЦОП». Входил в тренерский штаб сборной России по лёгкой атлетике на Олимпийских играх 2004 и 2008 годов.
За долгие годы тренерской деятельности подготовил ряд титулованных спортсменов, добившихся больших успехов в лёгкой атлетике, преимущественно в беге на короткие и средние дистанции. Среди наиболее известных его воспитанников:
- Анастасия Капачинская — чемпионка мира и Европы, заслуженный мастер спорта[3];
- Елена Соболева — рекордсменка мира, серебряный призёр чемпионата мира в помещении[4];
- Светлана Черкасова — призёр Кубка Европы, победительница всероссийских первенств;
- Лев Лободин — многократный призёр чемпионатов мира и Европы, заслуженный мастер спорта;
- Екатерина Завьялова (Поистогова) — серебряный призёр Олимпийских игр, заслуженный мастер спорта;
- Степан Поистогов — четырёхкратный чемпион России, серебряный призёр командного чемпионата Европы;
- Оксана Зброжек — чемпионка Европы в помещении, заслуженный мастер спорта;
- Оксана Экк (Дьяченко) — трёхкратная победительница Кубка Европы, бронзовый призёр чемпионата Европы;
- Мария Лисниченко — победительница Кубка Европы, чемпионка Универсиады;
- Наталья Лавшук — победительница Кубка Европы, чемпионка Европы среди юниоров;
- Татьяна Андрианова — бронзовый призёр чемпионата мира, участница двух Олимпийских игр;
- Ильдар Миншин — многократный чемпион России, бронзовый призёр Универсиады;
- Светлана Рогозина — бронзовый призёр чемпионата мира по эстафетам, чемпионка России;
- Екатерина Высоцкая (Вуколова) — четырёхкратная чемпионка России, серебряный призёр Универсиады;
- Юрий Клопцов — бронзовый призёр Универсиады;
- Оксана Гулумян (Елясова) — двукратная чемпионка Европы среди молодёжи, чемпионка России;
- Евгения Золотова — чемпионка Европы среди молодёжи, чемпионка России в помещении[5].
- Марина Поспелова — чемпионка России по кроссу, участница чемпионата мира[6].

За выдающиеся достижения на тренерском поприще удостоен почётного звания «Заслуженный тренер России» (2000).
В 2013—2018 годах проходил профессиональную переподготовку в Башкирском государственном педагогическом университете имени М. Акмуллы по специальности «педагог по физической культуре».